# Port lotniczy Arturo Michelena
Aeropuerto Internacional Arturo Michelena – port lotniczy zlokalizowany w mieście Valencia w Wenezueli.

## Linie lotnicze i połączenia

### Krajowe
| Linie lotnicze         | Połączenia                                                        |
| ---------------------- | ----------------------------------------------------------------- |
| Aeropostal             | Barcelona, Maracaibo, Porlamar                                    |
| Aserca Airlines        | Barcelona, Caracas, Maracaibo, Porlamar, Puerto Ordaz             |
| Avior                  | Barcelona, Caracas, Maracaibo, Mérida, Porlamar, Puerto Ordaz     |
| Santa Bárbara Airlines | Barquisimeto, Caracas, Maracaibo, Mérida, San Antonio del Táchira |
| Sol America            | Los Roques,Caracas                                                |

### Międzynarodowe
| Linie lotnicze         | Połączenia     |
| ---------------------- | -------------- |
| Aeropostal             | Miami          |
| Avianca                | Bogota         |
| Avior                  | Aruba, Curaçao |
| Copa Airlines          | Panama         |
| Dutch Antilles Express | Curaçao        |
| Insel Air              | Curaçao        |
| Transaven              | Bonaire        |